# Associazione Calcio Vigevano 1937-1938
Questa pagina raccoglie i dati riguardanti l'Associazione Calcio Vigevano nelle competizioni ufficiali della stagione 1937-1938.

## Rosa
| N. |                   | Ruolo | Calciatore          |
| -- | ----------------- | ----- | ------------------- |
|    | Italia (bandiera) | A     | Luciano Alghisi     |
|    | Italia (bandiera) | C     | Oreste Barale       |
|    | Italia (bandiera) | P     | Pacifico Bertani    |
|    | Italia (bandiera) | A     | Italo Brugola       |
|    | Italia (bandiera) | C     | Giorgio Buila       |
|    | Italia (bandiera) | D     | Arnaldo Calzolari   |
|    | Italia (bandiera) | C     | Mario Cavigliani    |
|    | Italia (bandiera) | A     | Vittorio Coccia     |
|    | Italia (bandiera) | A     | Oreste Ferrari      |
|    | Italia (bandiera) | D     | Giuseppe Fiammenghi |
|    | Italia (bandiera) | C     | Carlo Franchini     |
|    | Italia (bandiera) | P     | Luigi Griffanti     |

| N. |                   | Ruolo | Calciatore          |
| -- | ----------------- | ----- | ------------------- |
|    | Italia (bandiera) | D     | Noemo Grugnetti     |
|    | Italia (bandiera) | C     | Attilio Kossovel    |
|    | Italia (bandiera) | A     | Alessandro Lattuada |
|    | Italia (bandiera) | C     | Carlo Morosi        |
|    | Italia (bandiera) | A     | Guglielmo Negrini   |
|    | Italia (bandiera) | C     | Eschilo Serra       |
|    | Italia (bandiera) | A     | Attilio Sudati      |
|    | Italia (bandiera) | D     | Bruno Strappini     |
|    | Italia (bandiera) | C     | Luigi Uneddu        |
|    | Italia (bandiera) | A     | Oberdan Ussello     |
|    | Italia (bandiera) | D     | Mario Zanello       |